# Никотинамид
Никотинами́д (ниацинами́д, nicotinamide) — амид никотиновой кислоты, витамин PP или B3.
По химическому строению и фармацевтическому действию близок к никотиновой кислоте, химическая формула C6H6N2O, синонимы — витамин PP или B3.
Лечит авитаминозы, — оказывает противопеллагрическое действие, вызванные дефицитом витамина PP, как и ниацин (ниацин — никотиновая кислота, также называют витамином PP). В отличие от ниацина его применение при лечении и профилактике авитаминозов предпочтительнее, так как не вызывает при введении покраснения кожи.
Является важным компонентом в молекуле фермента кодегидрогеназы I (НАД) и II (НАДФ), участвующей в окислительно-восстановительных биохимических процессах в клетках.
Участвует в метаболизме жиров, белков, аминокислот, пуринов, тканевом дыхании, гликогенолизе. Не оказывает выраженного сосудорасширяющего действия, при его применении не наблюдается покраснения кожных покровов и ощущения «прилива» крови к голове.

## Показания
Гипо- и авитаминоз витамина PP, а также состояние повышенной потребности организма в витамине PP: неполноценное и несбалансированное питание (в том числе парентеральное), мальабсорбция (в том числе на фоне нарушения функции поджелудочной железы), быстрое похудение, сахарный диабет, длительная лихорадка, гастрэктомия, болезнь Хартнупа, заболевания гепатобилиарной области (острый и хронический гепатит, цирроз печени), гипертиреоз, хроническая инфекция, заболевания желудочно-кишечного тракта (ЖКТ) (гипо- и анацидный гастрит, энтероколит, колит, глютеновая энтеропатия, персистирующая диарея, тропическая спру, болезнь Крона), злокачественная опухоль, заболевания орофарингеальной области, длительный стресс, беременность (особенно при никотиновой и лекарственной зависимости, многоплодная беременность), в период лактации.

## Противопоказания
Гиперчувствительность к препарату. Назначают с осторожностью при: геморрагия, глаукома, сахарный диабет, подагра, гиперурикемия, заболевания печени, артериальная гипотензия, гиперацидный гастрит, язвенная болезнь желудка и двенадцатиперстной кишки независимо от стадии обострения.

## Побочные действия
После внутривенного введения: редко — аллергическая реакция (кожная сыпь, кожный зуд, стридорозное дыхание). При приеме высокой дозы внутрь возможны: аритмия, головокружение, диарея, сухость кожи и слизистой оболочки глаз, гипергликемия, глюкозурия, жажда, гиперурикемия, миалгия, тошнота, рвота, пептическая язва, изнуряющий кожный зуд. При длительном применении — жировая дистрофия печени, холестаз.

## Способ применения и дозы
Внутрь, подкожно, внутримышечно, внутривенно. Терапевтическая доза назначается индивидуально в соответствии с тяжестью авитаминоза, профилактическая — в соответствии с суточной потребностью.
При пероральном применении принимается после еды. При пеллагре: по 50—100 мг 3—4 раза в сутки, курс 15—20 дней. С целью профилактики: взрослым людям 15—25 мг, детям 5—10 мг 1—2 раза в сутки.
При других заболеваниях: взрослым 20—50 мг, детям 5—10 мг 2—3 раза в сутки. Подкожно, внутримышечно, внутривенно по 1—2 мл 1 %, 2,5 %, 5 % раствора 1—2 раза в день, скорость введения не более 2 мг/мин.

## Особые указания
Для профилактики гиповитаминоза PP наиболее предпочтительно сбалансированное питание. Продукты, богатые витамином PP — дрожжи, печень, орехи, яичный желток, молоко, рыба, куриное мясо, мясо, бобовые, гречиха,  зелёные овощи, земляные орехи, любая белковая пища, содержащая триптофан. Тепловая обработка молока не снижает содержание в нём витамина PP.
В процессе лечения необходимо контролировать функцию печени. Для предупреждения развития жировой дистрофии печени рекомендуется включать в диету продукты, богатые метионином, или назначать метионин и другие липотропные средства. Никотинамид не используется в качестве гиполипидемического средства. Для снижения раздражающего эффекта на слизистую оболочку ЖКТ при пероральном применении рекомендуется запивать препарат молоком.